# Honeoye Falls
Honeoye Falls è un villaggio degli Stati Uniti d'America, situato nello stato di New York, nella contea di Monroe.